# Lliga Mediterrània de Futbol
La Lliga Mediterrània de futbol, també anomenada Lliga Llevant-Catalunya o Lliga València-Catalunya fou una competició futbolística oficial disputada la temporada 1936-37 en plena Guerra Civil espanyola organitzada per les federacions catalana i valenciana.

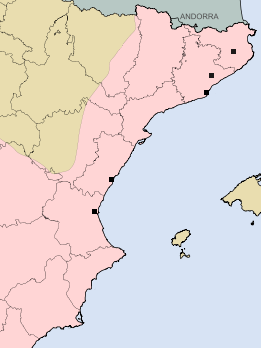
Equips participants a la lliga.

## Història
La competició es diputà la temporada 1936-37, en no jugar-se la lliga espanyola a causa de les hostilitats de la Guerra Civil. La Federació de Futbol de Llevant organitzà aquesta temporada un torneig entre els equips València FC, Cartagena FC, Gimnàstic FC, Llevant FC, Murcia FC i Hèrcules FC. La Federació Catalana de Futbol organitzà el Campionat de Catalunya, en el qual prengueren part el FC Barcelona, CD Espanyol, Girona FC, Granollers SC, CS Sabadell FC i FC Badalona. Inicialment la competició l'havien de jugar els 6 equips que disputaren els campionats locals, però per part valenciana els clubs Hèrcules FC, Murcia FC i Cartagena FC no es van poder inscriure en ser les seves ciutats bombardejades. La Federació Valenciana va inscriure aleshores l'Athletic de Castelló, un equip amateur de la ciutat de Castelló de la Plana que més tard va fusionar-se amb altres equips de la ciutat per formar l'actual CE Castelló, per completar quatre equips per Federació. D'aquesta manera, el CS Sabadell i el FC Badalona tampoc van poder ésser inscrits.
La competició es disputà entre el 31 de gener i el 2 de maig de 1937, resultant campió el FC Barcelona.

## Competició
| Pos | Equip                 | PJ | PG | PE | PP | GF | GC | DG  | Pts | Classificació |     | FC Barcelona | Espanyol | Girona FC | València FC | Llevant FC | Gimnàstic | EC Granollers | Athletic de Castelló |
| --- | --------------------- | -- | -- | -- | -- | -- | -- | --- | --- | ------------- | --- | ------------ | -------- | --------- | ----------- | ---------- | --------- | ------------- | -------------------- |
| 1   | FC Barcelona (C)      | 14 | 7  | 6  | 1  | 27 | 15 | +12 | 20  | Campió        |     | —            | 2–0      | 0–0       | 3–2         | 2–1        | 5–1       | 2–0           | 3–0                  |
| 2   | CD Espanyol           | 14 | 8  | 3  | 3  | 30 | 20 | +10 | 19  |               |     | 1–1          | —        | 6–3       | 0–2         | 2–0        | 1–0       | 3–0           | 3–0                  |
| 3   | FC Girona             | 14 | 6  | 5  | 3  | 27 | 18 | +9  | 17  |               | 2–0 | 2–2          | —        | 4–0       | 1–0         | 2–0        | 4–1       | 3–0           |                      |
| 4   | València FC           | 14 | 7  | 3  | 4  | 32 | 23 | +9  | 17  |               | 3–3 | 4–3          | 2–1      | —         | 0–1         | 4–0        | 6–0       | 2–1           |                      |
| 5   | Llevant FC            | 14 | 5  | 6  | 3  | 30 | 18 | +12 | 16  |               | 3–3 | 2–2          | 3–1      | 3–3       | —           | 2–2        | 7–0       | 0–0           |                      |
| 6   | Gimnàstic FC València | 14 | 3  | 4  | 7  | 18 | 31 | −13 | 10  |               | 1–1 | 2–3          | 1–1      | 2–1       | 1–6         | —          | 2–1       | 3–0           |                      |
| 7   | Granollers S.C.       | 14 | 2  | 4  | 8  | 17 | 36 | −19 | 8   |               | 1–2 | 2–3          | 2–2      | 2–2       | 1–1         | 1–0        | —         | 4–0           |                      |
| 8   | Athletic de Castelló  | 14 | 0  | 5  | 9  | 7  | 0  | +7  | 5   |               | 0–0 | 0–1          | 1–1      | 0–1       | 0–1         | 3–3        | 2–2       | —             |                      |

### Partits

#### Jornada 1
| 31 de gener de 1937 | FC Barcelona | 3–2 | València FC | Barcelona           |  |
|                     |              |     |             | Camp de Les Corts · |  |

| 31 de gener de 1937 | Athletic de Castelló | 0–1 | CD Espanyol | Castelló de la Plana |  |
|                     |                      |     |             | Camp del Sequiol ·   |  |

| 31 de gener de 1937 | Granollers SC | 1–1 | Llevant FC | Granollers                |  |
|                     |               |     |            | Municipal Carrer Girona · |  |

| 31 de gener de 1937 | Gimnàstic FC | 1–1 | Girona FC | València            |  |
|                     |              |     |           | Estadi de Vallejo · |  |

#### Jornada 2
| 7 de febrer de 1937 | CD Espanyol | 3–0 | Granollers SC | Barcelona          |  |
|                     |             |     |               | Estadi de Sarrià · |  |

| 7 de febrer de 1937 | Girona FC | 2–0 | FC Barcelona | Girona                 |  |
|                     |           |     |              | Camp de Vista Alegre · |  |

| 7 de febrer de 1937 | Llevant FC | 2–2 | Gimnàstic FC | València          |  |
|                     |            |     |              | Camp de La Creu · |  |

| 7 de febrer de 1937 | València FC | 2–1 | Athletic de Castelló | València             |  |
|                     |             |     |                      | Estadi de Mestalla · |  |

#### Jornada 3
| 14 de febrer de 1937 | FC Barcelona | 3–0 | Athletic de Castelló | Barcelona           |  |
|                      |              |     |                      | Camp de Les Corts · |  |

| 14 de febrer de 1937 | Girona FC | 1–0 | Llevant FC | Girona                 |  |
|                      |           |     |            | Camp de Vista Alegre · |  |

| 14 de febrer de 1937 | Granollers SC | 2–2 | València FC | Granollers                |  |
|                      |               |     |             | Municipal Carrer Girona · |  |

| 18 de febrer de 1937 | Gimnàstic FC | 2–3 | CD Espanyol | València          |  |
|                      |              |     |             | Camp de Vallejo · |  |

#### Jornada 4
| 21 de febrer de 1937 | CD Espanyol | 6–3 | Girona FC | Barcelona          |  |
|                      |             |     |           | Estadi de Sarrià · |  |

| 21 de febrer de 1937 | Llevant FC | 3–3 | FC Barcelona | València          |  |
|                      |            |     |              | Camp de La Creu · |  |

| 21 de febrer de 1937 | Athletic de Castelló | 2–2 | Granollers SC | Castelló de la Plana |  |
|                      |                      |     |               | Camp del Sequiol ·   |  |

| 21 de febrer de 1937 | València FC | 4–0 | Gimnàstic FC | València             |  |
|                      |             |     |              | Estadi de Mestalla · |  |

#### Jornada 5
| 28 de febrer de 1937 | Girona FC | 4–0 | València FC | Girona                 |  |
|                      |           |     |             | Camp de Vista Alegre · |  |

| 28 de febrer de 1937 | FC Barcelona | 2–0 | Granollers SC | Barcelona           |  |
|                      |              |     |               | Camp de Les Corts · |  |

| 28 de febrer de 1937 | Llevant FC | 2–2 | CD Espanyol | València          |  |
|                      |            |     |             | Camp de la Creu · |  |

| 28 de febrer de 1937 | Gimnàstic FC | 3–0 | Athletic de Castelló | València            |  |
|                      |              |     |                      | Estadi de Vallejo · |  |

#### Jornada 6
| 7 de març de 1937 | CD Espanyol | 1–1 | FC Barcelona | Barcelona          |  |
|                   |             |     |              | Estadi de Sarrià · |  |

| 7 de març de 1937 | Granollers SC | 1–0 | Gimnàstic FC | Granollers                |  |
|                   |               |     |              | Municipal Carrer Girona · |  |

| 7 de març de 1937 | Athletic de Castelló | 1–1 | Girona FC | Castelló de la Plana |  |
|                   |                      |     |           | Camp del Sequiol ·   |  |

| 7 de març de 1937 | València FC | 0–1 | Llevant FC | València             |  |
|                   |             |     |            | Estadi de Mestalla · |  |

#### Jornada 7
| 14 de març de 1937 | CD Espanyol | 0–2 | València FC | Barcelona          |  |
|                    |             |     |             | Estadi de Sarrià · |  |

| 14 de març de 1937 | Gimnàstic FC | 1–1 | FC Barcelona | València            |  |
|                    |              |     |              | Estadi de Vallejo · |  |

| 14 de març de 1937 | Girona FC | 4–1 | Granollers SC | Girona                 |  |
|                    |           |     |               | Camp de Vista Alegre · |  |

| 14 de març de 1937 | Llevant FC | 0–0 | Athletic de Castelló | València          |  |
|                    |            |     |                      | Camp de La Creu · |  |

#### Jornada 8
| 21 de març de 1937 | CD Espanyol | 3–0 | Athletic de Castelló | Barcelona          |  |
|                    |             |     |                      | Estadi de Sarrià · |  |

| 21 de març de 1937 | Girona FC | 2–0 | Gimnàstic FC | Girona                 |  |
|                    |           |     |              | Camp de Vista Alegre · |  |

| 21 de març de 1937 | Llevant FC | 7–0 | Granollers SC | València          |  |
|                    |            |     |               | Camp de la Creu · |  |

| 21 de març de 1937 | València FC | 3–3 | FC Barcelona | València             |  |
|                    |             |     |              | Estadi de Mestalla · |  |

#### Jornada 9
| 28 de març de 1937 | Granollers SC | 2–3 | CD Espanyol | Granollers                |  |
|                    |               |     |             | Municipal Carrer Girona · |  |

| 28 de març de 1937 | Athletic de Castelló | 0–1 | València FC | Castelló de la Plana |  |
|                    |                      |     |             | Camp del Sequiol ·   |  |

| 28 de març de 1937 | Gimnàstic FC | 1–6 | Llevant FC | València            |  |
|                    |              |     |            | Estadi de Vallejo · |  |

| 1 d'abril de 1937 | FC Barcelona | 0–0 | Girona FC | Barcelona           |  |
|                   |              |     |           | Camp de Les Corts · |  |

#### Jornada 10
| 4 d'abril de 1937 | CD Espanyol | 1–0 | Gimnàstic FC | Barcelona          |  |
|                   |             |     |              | Estadi de Sarrià · |  |

| 4 d'abril de 1937 | Athletic de Castelló | 0–0 | FC Barcelona | Castelló de la Plana |  |
|                   |                      |     |              | Camp del Sequiol ·   |  |

| 4 d'abril de 1937 | Llevant FC | 3–1 | Girona FC | Girona            |  |
|                   |            |     |           | Camp de La Creu · |  |

| 4 d'abril de 1937 | València FC | 6–0 | Granollers SC | València             |  |
|                   |             |     |               | Estadi de Mestalla · |  |

#### Jornada 11
| 11 d'abril de 1937 | FC Barcelona | 2–1 | Llevant FC | Barcelona           |  |
|                    |              |     |            | Camp de Les Corts · |  |

| 11 d'abril de 1937 | Girona FC | 2–2 | CD Espanyol | Girona                 |  |
|                    |           |     |             | Camp de Vista Alegre · |  |

| 11 d'abril de 1937 | Granollers SC | 4–0 | Athletic de Castelló | Granollers                |  |
|                    |               |     |                      | Municipal Carrer Girona · |  |

| 11 d'abril de 1937 | Gimnàstic FC | 2–1 | València FC | València            |  |
|                    |              |     |             | Estadi de Vallejo · |  |

#### Jornada 12
| 18 d'abril de 1937 | CD Espanyol | 2–0 | Llevant FC | Barcelona          |  |
|                    |             |     |            | Estadi de Sarrià · |  |

| 18 d'abril de 1937 | Granollers SC | 1–2 | FC Barcelona | Granollers                |  |
|                    |               |     |              | Municipal Carrer Girona · |  |

| 18 d'abril de 1937 | Athletic de Castelló | 3–3 | Gimnàstic FC | Castelló de la Plana |  |
|                    |                      |     |              | Camp del Sequiol ·   |  |

| 18 d'abril de 1937 | València FC | 2–1 | Girona FC | València             |  |
|                    |             |     |           | Estadi de Mestalla · |  |

#### Jornada 13
| 24 d'abril de 1937 | Gimnàstic FC | 2–1 | Granollers SC | València            |  |
|                    |              |     |               | Estadi de Vallejo · |  |

| 25 d'abril de 1937 | FC Barcelona | 2–0 | CD Espanyol | Barcelona           |  |
|                    |              |     |             | Camp de Les Corts · |  |

| 25 d'abril de 1937 | Girona FC | 3–0 | Athletic de Castelló | Girona                 |  |
|                    |           |     |                      | Camp de Vista Alegre · |  |

| 25 d'abril de 1937 | Llevant FC | 3–3 | València FC | València          |  |
|                    |            |     |             | Camp de La Creu · |  |

#### Jornada 14
| 2 de maig de 1937 | FC Barcelona | 5–1 | Gimnàstic FC | Barcelona           |  |
|                   |              |     |              | Camp de Les Corts · |  |

| 2 de maig de 1937 | València FC | 4–3 | CD Espanyol | València             |  |
|                   |             |     |             | Estadi de Mestalla · |  |

| 2 de maig de 1937 | Granollers SC | 2–2 | Girona FC | Granollers                |  |
|                   |               |     |           | Municipal Carrer Girona · |  |

| 2 de maig de 1937 | Athletic de Castelló | 0–1 | Llevant FC | Castelló de la Plana |  |
|                   |                      |     |            | Camp del Sequiol ·   |  |